# Zöldpolitika
A ökologizmus vagy zöldpolitika a környezetvédelemenek, az ökológiának, a fenntartható gazdaságnak nagy fontosságot tulajdonító politikai eszme. Alapja, hogy az emberi életminőség elválaszthatatlanul összefügg a biodiverzitás megőrzésével, ugyanakkor éppen a diverzitás az, amelyet a posztmodern civilizáció társadalma a legkedvezőtlenebbül befolyásol. A jelenlegi fajkipusztulás rátája mintegy 400-szorosa annak, amit a nagy földtörténeti korszakok végét kitűző katasztrófák (pl. a krétakor végén, 65 millió évvel ezelőtt) idejéből ismerünk.

## Kialakulásának a története
A 20. század második felében létrejött politikai ideológia. Az elképzelés szerint lehetséges a jelenlegi posztmodern kapitalista társadalmi rendszer leváltása egy társadalmilag, gazdaságilag és környezetileg is fenntarthatóan működőképes rendszerre, amely a társadalom igényeit a környezet eltartóképességéhez igazítva elégíti ki.

## Gyakorlatban

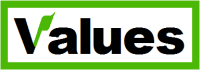
A világ első zöld pártjának logója 1972-ből

1972. március 1-jén alakult meg Ausztráliában az első zöld párt. Új-Zéland wellingtoni Victoria Egyetemén hozták létre a „Értékek Pártját” (angolul Values Party). Egy évvel később, 1973-ban jött létre Európa első zöld pártja, az angliai Ökológia Párt vagy Zöld Párt.
Az első sikeres európai zöld párt, a nyugatnémet Zöldek (németül die Grünen) 1979-ben alakult meg.
Finnországban 1987-ben alakult meg a Zöld Liga. Ez volt az első párt, ami a kormány részeként politikai hatalmat gyakorolt 1995-től. Őket követték a németek, kormányt alakítottak a SPD-vel, ez volt a „vörös-zöld szövetség” 1998-tól 2005-ig. 2001-ben kieszközöltek egy egyezményt Németországban, hogy megrengessék a bizalmat az atomenergia használatára vonatkozólag. Elfogadták, hogy koalícióban maradjanak és támogatták Gerhard Schröder kormányát a 2001-es afganisztáni háború okán tett állásfoglalása miatt. A németek 4415 hadviselő katonát küldtek Afganisztánba.
Magyarországon a rendszerváltás idején, 1989-ben alakult meg elsőként a Magyarországi Zöld Párt (betűszavas rövidítése: MZP, rövidítése: Zöldek). A pártból kiszakadó magánszemélyek által létrehozott szervezetek mindvégig a politikai élet perifériáján maradtak. Bár Droppa György pártjai (ZA majd ZDSZ) sikeresen nyertek felvételt az Európai Zöldek Pártjába, a választásokon azonban nem tudtak eredményt elérni. A 2009-ben megalakult Lehet Más a Politika volt az első zöld párt Magyarországon, amely bejutott a parlamentbe. A belőle 2013-ban kiszakadó Párbeszéd Magyarországért szintén rendelkezik parlamenti képviselettel.

## Lásd még
- Kategória: Zöld pártok